# Nihad Hasanović
Pour les articles homonymes, voir Hasanović.
 (avril 2017).
Nihad Hasanović est un auteur bosnien né à Bihać (Nord-ouest de la Bosnie-Herzégovine) en 1974. 

## Production
Il a notamment publié les pièces de théâtre Podigni visoko baklju (Lève haut ton flambeau, 1996) et Zaista? (Vraiment?, 2001), le recueil de prose Kad su narodi nestali (Lorsque les peuples disparaissaient, 2003), les romans O roštilju i raznim smetnjama (À propos de barbecue et divers troubles, 2008) et Čovjek iz podruma (L'homme du sous-sol, 2013). 
Il publie aussi des poèmes, des essais, des traductions (du français et un peu d'anglais et d'espagnol) dans diverses revues littéraires (sur papier ou en ligne). 
Il a traduit le roman de Kenizé Mourad, Le jardin de Badalpour, L'esprit du terrorisme, de Jean Baudrillard et Cahier de Talamanca, d'Emil Cioran. Nihad Hasanović vit et travaille à Sarajevo.